# Allognosta maculipleura
Allognosta maculipleura är en tvåvingeart som beskrevs av Frey 1960. Allognosta maculipleura ingår i släktet Allognosta och familjen vapenflugor.
Artens utbredningsområde är Myanmar. Inga underarter finns listade i Catalogue of Life.